# Cleômbroto II
Cleômbroto II foi um rei de Esparta, da dinastia Ágida, colocado no trono pelo rei euripôntida Ágis IV no lugar do seu sogro Leônidas II.
Cleômbroto era casado com Quilônis, filha de Leônidas, e tinha dois filhos. Seus filhos se chamavam Agesípolis e Cleômenes; Agesípolis foi o pai do rei Agesípolis III  e Cleômenes seu guardião.

## Ascensão
Durante o reinado de Ágis IV e Leônidas II em Esparta, devido a um conflito entre os reis, o éforo Lisandro decidiu derrubar Leônidas, baseado em uma lei antiga que proibia qualquer descendente de Héracles de ter filhos com mulheres estrangeiras.
Havia uma tradição espartana: a cada nove anos, em uma noite clara e sem lua, os éforos observavam o céu, e uma estrela cadente era o sinal de que os reis haviam pecado contra os deuses, e seriam suspensos como reis até que o Oráculo de Delfos os pronunciassem inocentes.
Lisandro disse que havia observado a estrela cadente, e arrumou testemunhas de que Leônidas tinha dois filhos com uma mulher que havia sido dada a ele pelos generais de Seleuco, e que só havia retornado para Esparta porque ela não gostava dele Neste momento surge Cleômbroto, genro de Leônidas, que foi convencido por Lisandro para assumir o reinado, pois ele também era da linhagem real.
Leônidas vai o tempo de Atena Chalkioikos como suplicante, e a ele junta-se sua filha Quilônis; como Leônidas não foi a julgamento, ele foi deposto e Cleômbroto tornou-se rei. Sua esposa Quilônis, filha de Leônidas, acompanhou o pai o exílio.

## Retorno
Agesilau, tio de Ágis IV, que se tornou um éforo, cometeu vários atos de injustiça, o que levou os seus inimigos a trazerem de volta Leônidas. Agesilau escapou, graças a seu filho Hippomedon, que era amado pelos cidadãos por causa de seu valor, mas os reis se tornaram suplicantes; Ágis no altar de Atena Chalkioikos e Cleômbroto no altar de Posidão.
Leônidas estava disposto a matar seu genro Cleômbroto, porém ficou comovido com o discurso de sua filha Quilônis, condenando-o ao exílio. Quilônis, apesar dos apelos do pai, acompanhou o marido no exílio, levando seus dois filhos menores.